# Storia della filosofia epicurea, stoica e scettica
Storia della filosofia epicurea, stoica e scettica (in tedesco Geschichte der epikureischen, stoischen und skeptischen Philosophie), opera di Karl Marx, composto da sette quaderni. Scritto nel 1839. È dedicato ai problemi del rapporto della filosofia con il mondo esterno, del rapporto dell'uomo con il mondo esterno, del rapporto tra filosofia e religione. Basandosi sullo studio della connessione tra lo sviluppo della filosofia e il mondo reale, usando l'esempio della filosofia greca antica, Marx ha concluso che la lotta delle correnti filosofiche contemporanee era storicamente significativa come fattore politico che trasforma attivamente il mondo reale:
(Karl Marx, "Storia della filosofia epicurea, stoica e scettica")
Da questo punto di vista viene criticato il punto di vista dei singoli seguaci di Hegel:
(Karl Marx, "Storia della filosofia epicurea, stoica e scettica")
La filosofia, secondo Marx, è una delle testimonianze del potere della mente umana, possiede le più ampie capacità cognitive, un enorme potere di influenza sul mondo circostante. È incompatibile con le affermazioni dei kantiani agnostici sull'impossibilità dello spirito umano di conoscere l'essenza delle cose e il mondo dei fenomeni (dal loro punto di vista) inconoscibili:
(Karl Marx, "Storia della filosofia epicurea, stoica e scettica")

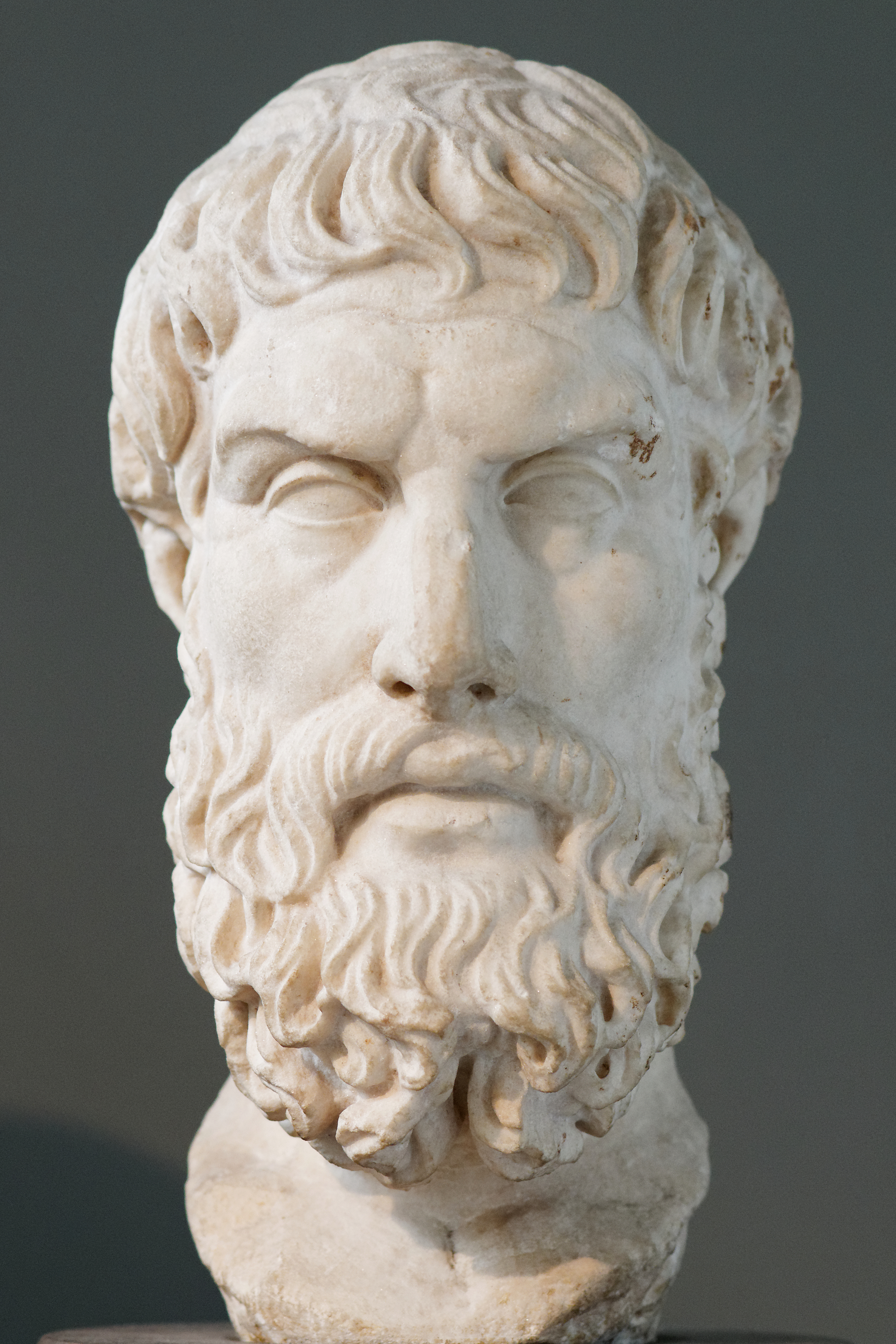
Epicuro

Nelle opinioni di Epicuro, Marx nota il suo approccio al problema della libertà, affermando la libertà e l'indipendenza dello spirito e la liberazione dalle restrizioni religiose:
(Karl Marx, "Storia della filosofia epicurea, stoica e scettica")
(Karl Marx, "Storia della filosofia epicurea, stoica e scettica")
Nella controversia tra Epicuro e Plutarco, Marx difende Epicuro dalle accuse di empietà difendendo le sue conclusioni atee.